# Reprezentacja Słowenii w hokeju na lodzie mężczyzn
Reprezentacja Słowenii w hokeju na lodzie mężczyzn – kadra Słowenii w hokeju na lodzie mężczyzn.

## Występy na igrzyskach olimpijskich

### Igrzyska olimpijskie
- 1920-1992 – Nie uczestniczyła (część Jugosławii)
- 1994-2010 – Nie zakwalifikowała się
- 2014 – 8. miejsce
- 2018 – 9. miejsce
- 2022 – W trakcie kwalifikacji

## Udział na mistrzostwach świata
- 1930-1992 – nie uczestniczyła
- 1993 – 20. miejsce (4. w Grupie C)
- 1994 – 25. miejsce (5. w Grupie C)
- 1995 – 27. miejsce (7. w Grupie C)
- 1996 – 23. miejsce (3. w Grupie C)
- 1997 – 22. miejsce (2. w Grupie C - awans)
- 1998 – 18. miejsce (2. w Grupie B)
- 1999 – 21. miejsce (5. w Grupie B)
- 2000 – 23. miejsce (7. w Grupie B)
- 2001 – 17. miejsce (1. w Dywizji I, Grupa B - awans)
- 2002 – 13. miejsce
- 2003 – 15. miejsce (spadek)
- 2004 – 17. miejsce (1. w Dywizji I, Grupa B - awans)
- 2005 – 13. miejsce
- 2006 – 16. miejsce (spadek)
- 2007 – 17. miejsce (1. w Dywizji I, Grupa B - awans)
- 2008 – 15. miejsce (spadek)
- 2009 – 19. miejsce (2. w Dywizji I, Grupa A)
- 2010 – 17. miejsce (2. w Dywizji I, 1. w Grupie A - awans)
- 2011 – 15. miejsce (spadek)
- 2012 – 17. miejsce (1. w Dywizji I Grupie A - awans)
- 2013 – 16. miejsce (spadek)
- 2014 – 17. miejsce (1. w Dywizji I Grupie A - awans)
- 2015 – 16. miejsce (spadek)
- 2016 – 17. miejsce (1. w Dywizji I Grupie A - awans)
- 2017 – 15. miejsce (spadek)
- 2018 – 21. miejsce (5. w Dywizji I Grupie A)
- 2019 – 20. miejsce (4. w Dywizji I Grupie A)

## Selekcjonerzy
- 1992-1994:  Rudi Hiti
- 1995-1996:  Władimir Krikunow
- 1997-1999:  Pavle Kavčič
- 2000:  Rudi Hiti
- 2001-2003:  Matjaž Sekelj
- 2004-2005:  Kari Savolainen
- 2006:  František Vyborny
- 2007:  Ted Sator
- 2008:  Mats Waltin
- 2009-2010:  John Harrington (2009-2010)
- 2011-2015:  Matjaž Kopitar[1][2]
- 2015-2017:  Nik Zupančič
- 2017-2018:  Kari Savolainen (2017-2018)[3]
- 2018-2019:  Ivo Jan[4]
- od 2019:  Matjaž Kopitar